# Pachnobia amatoria
Pachnobia amatoria är en fjärilsart som beskrevs av Corti och Max Wilhelm Karl Draudt 1933. Pachnobia amatoria ingår i släktet Pachnobia och familjen nattflyn. Inga underarter finns listade i Catalogue of Life.